# Ville de Queanbeyan
La ville de Queanbeyan (en anglais : City of Queanbeyan) est une ancienne zone d'administration locale située dans l'État de Nouvelle-Galles du Sud en Australie, dont le siège était Queanbeyan.
Établie à proximité de Canberra, baignée par la Queanbeyan et le Molonglo, elle comprenait, outre Queanbeyan, les villages de Carwoola, Crestwood, Environa, Googong, Greenleigh, Jerrabomberra, Karabar, Queanbeyan Est, Queanbeyan Ouest, The Ridgeway, Royalla et Tralee.
Le 12 mai 2016, elle est fusionnée avec le conseil de Palerang pour former la zone d'administration locale de la région de Queanbeyan–Palerang.